# Bener (Wonosari)
Bener is een bestuurslaag in het regentschap Klaten van de provincie Midden-Java, Indonesië. Bener telt 2265 inwoners (volkstelling 2010).